# 1574 a tudományban
Az 1574. év a tudományban és a technikában.

## Építészet
- felépül az isztambuli Szelim-mecset

## Születések
- Robert Fludd (Robertus de Fluctibus) angol paracelsusi fizikus, asztrológus, misztikus († 1637)
- Giovanni Faber (Johannes Faber) német származású orvos, zoológus és botanikus († 1629)

## Halálozások
- december 4. - Georg Joachim Rheticus matematikus, térképész, műszerész, tanár (* 1514).
- Giorgio Vasari, olasz építész
- Martin Heilwig, sziléziai térképész
- Georg Joachim Rheticus, osztrák térképész és matematikus